# Dražovice (ort i Tjeckien, Plzeň)
Dražovice är en ort i Tjeckien.   Den ligger i regionen Plzeň, i den sydvästra delen av landet, 110 km sydväst om huvudstaden Prag. Dražovice ligger 497 meter över havet och antalet invånare är 146.
Terrängen runt Dražovice är kuperad söderut, men norrut är den platt. Runt Dražovice är det ganska glesbefolkat, med 28 invånare per kvadratkilometer. Närmaste större samhälle är Sušice, 6,3 km väster om Dražovice. I omgivningarna runt Dražovice växer i huvudsak blandskog.